# Jaume Creus i del Castillo
Jaume Creus i del Castillo (Barcelona, 1950) es un poeta y traductor catalán. Estudia Filología Catalana en la Universidad Autónoma de Barcelona y colabora en Serra d'Or, El Correo Catalán y Avui. A partir de 1972 estudió ruso, alemán, checo e italiano, y es traductor oficial de TV3, al mismo tiempo que colabora en la Radio Esparraguera. El 1994  ganó el primer premio Vicent Andrés Estellés de poesía. Miembro del PEN català y AELC.

## Obras

### Poesía
- La poesia, és a dir la follia (con Vicenç Altaió), 1975.
- Entre una pell i l'altra, l'horitzó, 1978.
- Terres interiors, platges extenses, 1983.
- El lent creixement dels coralls, 1989.
- Calotips i instantànies, 1993.
- Eros d'encesa fletxa, 1994.
- Poemari de Bòsnia, 1995.
- Amniocentesis, 2017.

### Teatro
- Paolo, 2000.

### Guiones de ficción
- El noi que llegia Marcuse, 1979.
- Cloaca màxima, 1986.
- Solitud, 1990 (largometraje basado en la novela de Víctor Català).